# Zameus squamulosus
Zameus squamulosus, vrsta morskog psa iz reda kosteljki, jedina u rodu Zameus.
Živi po svim oceanima na dubinama do 2 200 metara, najčešće između 400 i 900 metara. Maksimalno naraste 84 cm. Za ljude je bezopasan, a koristi se i u ljudskoj prehrani i izradi ribljeg brašna.